# Encadeamento (redpoint)
Na escalada em rocha, encadeamento, ou redpointing, significa fazer uma rota em escalada de dificuldade, do solo ao topo, em escalada livre depois de ter praticado a rota (seja por headpointing ou top roping) ou depois de ter falhado na primeira tentativa (ou seja, cair ou descansar usando ajuda artificial). Escalar livre na rota na primeira tentativa sem quedas e sem beta anterior é onsight, ou caso já tenha beta anteriormente, será um flash. Se uma rota ainda não tem qualquer onsight ou flash anterior, então o primeiro redpoint bem sucedido da rota é registado como a first free ascent (FFA) dessa rota.

## Descrição
Os escaladores podem descansar durante uma subida ao redpoint, mas sem usar a corda ou qualquer ajuda artificial. Os escaladores podem usar técnicas naturais de descanso, como pendurar-se nos apoios, ou usar uma joelheira. Quando o escalador cair durante uma tentativa de subida redpoint (e, portanto, acabar pendurado na corda), ele deve retornar ao início da subida, recolher a corda e reiniciar completamente a subida do zero. O termo "hangdoging" é usado quando o escalador descansa na corda depois de cair e depois reinicia a escalada sem voltar ao início.

### Projetar
É possível repetir tentativas de encadeamento (redpoint) durante qualquer período de tempo (seja horas ou anos); basta ser uma tentativa depois do onsight ou flash ter falhado. Os escaladores usam o termo projetar para denotar um projeto no limite das suas habilidades, muitas vezes de longo prazo, para completar o FFA, ou a sua primeira subida pessoal. O redpoint FFA de muitas rotas de escalada desportiva contemporâneas levou anos, e até décadas, para ser projetado (por exemplo, Realização, La Dura Dura e Jumbo Love ).
Os escaladores de boulder usam o termo projetar com frequência, em vez de redpointing, ao discutir tentativas de longo prazo de FFAs/primeiras subidas pessoais. Usam também os termos onsight e flash frequentemente.